# موندو ميديا
موندو ميديا (بالإنجليزية: Mondo Media)‏ ، هي شركة لصناعة الرسوم المتحركة والقصص المصورة للناشئين، أنتجت سنة 1998م، واشتهرت موندو ميديا لإنتاج الرسوم المتحركة المثيرة للجدل أصدقاء الشجرة السعداء ، وتقع مقره الحالي في سان فرانسيسكو بولاية كاليفورنيا.

## وصلات خارجية
- Mondo Media official website
- Mondo Mini Shows website
- Mondo Media on يوتيوب